# Devo conocephala
Devo conocephala is een vlokreeftensoort uit de familie van de Amaryllididae. De wetenschappelijke naam van de soort is voor het eerst geldig gepubliceerd in 1925 door K.H. Barnard.